# Rothia indica
Rothia indica är en ärtväxtart som först beskrevs av Carl von Linné, och fick sitt nu gällande namn av George Claridge Druce. Rothia indica ingår i släktet Rothia och familjen ärtväxter. Inga underarter finns listade i Catalogue of Life.

## Bildgalleri